# Amirat
Amirat je obec v departementu Alpes-Maritimes v jihovýchodní Francii.

## Geografie
Vesnice se skládá ze tří částí: vlastní Amirat, Les Agots s kostelem a Maupoil s kaplí ze 16. století.